# Wołnowacha
Wołnowacha (ukr. Волноваха) – miasto na Ukrainie w obwodzie donieckim, administracyjne centrum rejonu wołnowaskiego. „Miasto-bohater Ukrainy” (2022).
Wołnowacha znajduje się na południu obwodu donieckiego, jest węzłem kolejowym na liniach Mariupol–Donieck i Mariupol–Zaporoże. Przez miasto przebiega droga N20 (Słowiańsk – Mariupol).

## Demografia
- 2011 – 23 442
- 2021 – 21 441[1]

## Historia
Miejscowość powstała w 1881 roku jako węzłowa stacja kolejowa na linii z Juzowki do Mariupola.
W 1938 r. Wołnowacha otrzymała prawa miejskie.
Po II wojnie światowej miasto stało się znaczącym ośrodkiem przemysłu spożywczego i budowlanego.

### Wojna na wschodzie Ukrainy
W nocy z 21 na 22 maja 2014 r. doszło do starć bojowników marionetkowej Donieckiej Republiki Ludowej z wojskiem ukraińskim w pobliżu miasta Wołnowacha. Odpowiedzialność za atak na ukraińskie wojsko przyjął podpułkownik GRU Igor Biezler.
7 lipca 2014 roku, po dwóch miesiącach znajdowania się pod kontrolą prorosyjskich terrorystów z DRL, nad administracją miejską ponownie zawisła ukraińska flaga.
W pobliżu Wołnowachy, na drodze N20, w miejscowości Buhas, 13 stycznia 2015 r., w ostrzale autobusu przez prorosyjskich separatystów zginęło 12 cywilów. Rada Bezpieczeństwa ONZ zażądała niezależnego śledztwa w sprawie tego zamachu terrorystycznego.

### Inwazja rosyjska
Podczas inwazja Rosji na Ukrainę w 2022 miasto znalazło się na linii frontu w pierwszym tygodniu walk, podczas którego zostało znacznie zniszczone.
27 lutego siły rosyjskie zajęły Wołnowachę, ale wkrótce zostali wyparci z miasta przez wojska ukraińskie. Przez dwa dni armia rosyjska nacierała na miasto, ostrzeliwując je rakietami i artylerią konwencjonalną, w wyniku czego zginęło co najmniej 20 cywilów, a budynki mieszkalne zostały uszkodzone.
Od 11 marca 2022 r. miasto jest okupowane przez wojska rosyjskie. W wyniku działań wojennych zabudowania zostały prawie doszczętnie zniszczone, a okoliczni mieszkańcy zostali ewakuowani.
Od marca 2022 Wołnowacha nosi tytuł Miasta-bohatera Ukrainy.